# Rotes Rathaus (métro de Berlin)
Rotes Rathaus est une station de la ligne 5 du métro de Berlin, en Allemagne. Elle est située dans le quartier de Mitte, devant le Rotes Rathaus, l'hôtel de ville de Berlin.

## Situation sur le réseau

Plan du métro.

Rotes Rathaus est située entre les stations Museumsinsel, en direction du terminus Hauptbahnhof, et Alexanderplatz, en direction du terminus Hönow.
Elle dispose des deux voies de la ligne, encadrées par deux quais latéraux.

## Histoire
Rotes Rathaus est mise en service le 4 décembre 2020, lors de l'ouverture à l'exploitation de la nouvelle section de la ligne 5 entre Alexanderplatz et Brandenburger Tor.

## Service des voyageurs

### Desserte
Rotes Rathaus est desservie par les rames circulant sur la ligne 5 du métro.

Installations et desserte
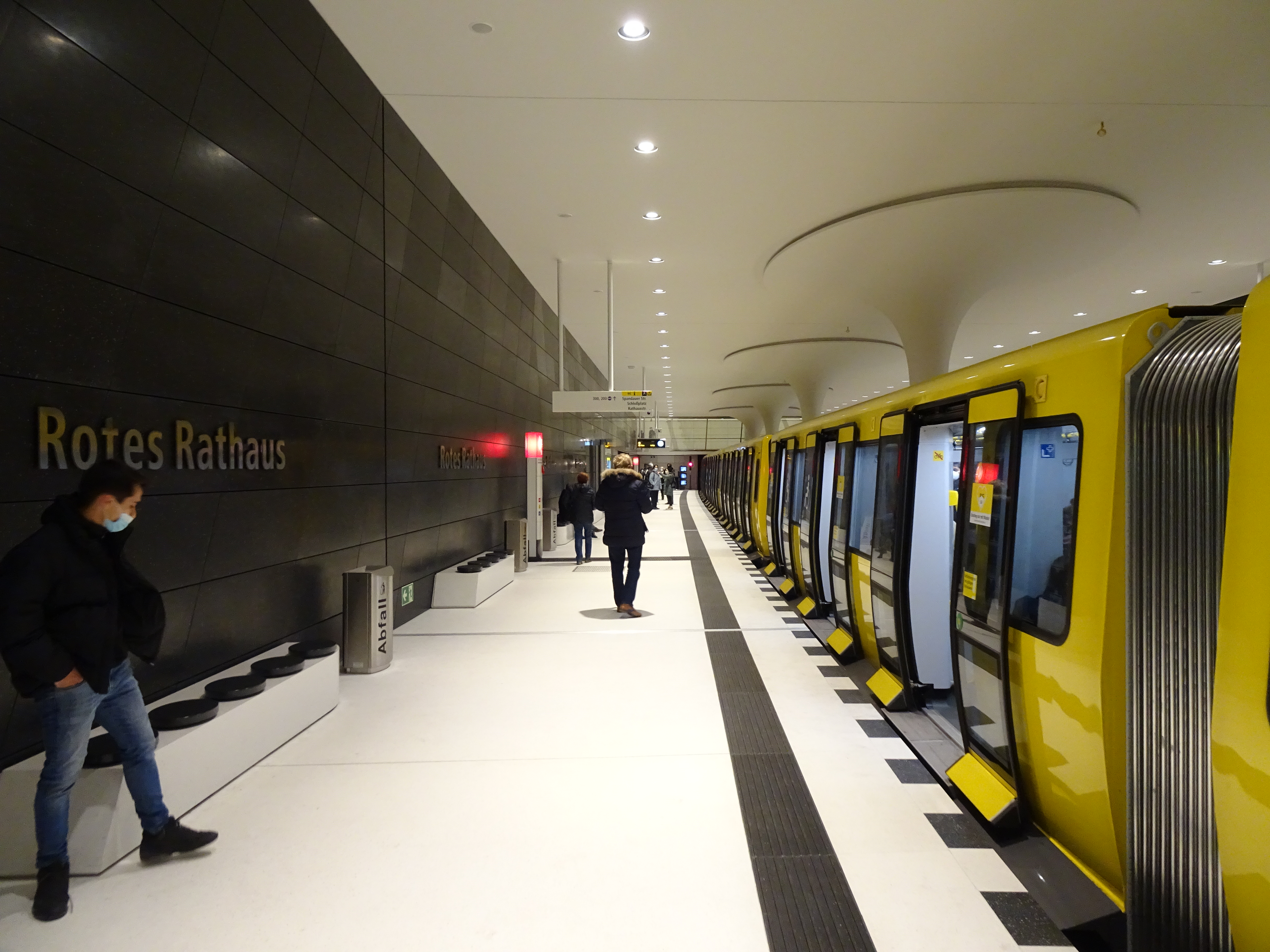